# Anders Henriksson (handbollsspelare)
Sven Anders Tomas Henriksson, född 4 januari 1977, är en svensk handbollsspelare (mittsexa/försvarare). Han spelade tre landskamper och gjorde ett mål för Sveriges landslag, åren 1997–1998. Han spelade också 41 U-landskamper och gjorde 132 U-landslagsmål.
2021 tillträdde Henriksson som assisterande tränare för GF Kroppskulturs damlag.

## Klubbar
- BK Heid (–1996)
- IK Sävehof (1996–2003)
- HSC Bad Neustadt (2003–2004)
- OHV Aurich (2004–2007)
- GWD Minden (2007–2010)
- GF Kroppskultur (2010–2018)
- Uddevalla HK (2018–)[1]

## Tränaruppdrag
- GF Kroppskultur (assisterande, damlaget; 2021–)